# موغان
موغان، روستایی از توابع بخش مرکزی شهرستان فریدن در استان اصفهان ایران است.

## جمعیت
این روستا در دهستان ورزق جنوبی قرار دارد و براساس سرشماری مرکز آمار ایران در سال ۱۳۸۵، جمعیت آن ۶۶۴ نفر (۱۵۹خانوار) بوده‌است. به علت نرخ بالای بیکاری این روستا شاهد کوچ فزاینده نیرو کار فعال خود به شهر اصفهان بوده‌است و جمعیت نسل جدید در روستا بسیار کم است.

## هویت
جد خزائی‌های این منطقه به "احمدخان خزائی" و فرزندش امیرقلی بک خزائی می‌رسد (۱۳۴۰–۱۲۴۵ طبق اطلاعات قبر، ولی گفته می‌شود سن او بیش از یک صد سال بوده) کسی که به همراه خانواده و دو برادرش در فریدن متواری شده بوده (به علت جنگ‌های خان‌ها که احمدخان پدرش باشد _ احمدخان خزائی و سپاهیانش توسط قاجارها در همدان کشته شدند) و در نهایت پس از سکونت در روستاهای مختلف از همدان به سمت لرستان و در نهایت غرب اصفهان این منطقه را مناسب سکونت دید در آن زمان اکثریت این روستا را ارمنی‌ها تشکیل می‌دادند و ابتدا با سکونت وی در این روستا موافقت نکردند پس از باج‌هایی که داده شد توانستد به مرور زمین‌هایی را بخرند و در ادامه با هویت طلبی ارمنستان از شوروی کمونیستی و به دنبال آن کوچ فزاینده ارمنی‌ها از فریدن و ایران حوالی سال‌های ۱۳۳۳ و ۱۳۳۴ به مقصد ارمنستان یا اروپا ورق برگشت و خزایی‌ها اکثریت روستا را تشکیل دادند
اکثریت مردم این روستا را خزائی‌ها تشکیل می‌دهند ولی گروهی اصالتاً خزائی نیست و فامیلی خود را از خزایی‌ها گرفته‌اند، خزائی‌های قسمت پایینی روستا معتقدن جد آنها فردی به اسم خزل بوده‌است.و به طور کلی از لحاظ هویتی متفاوت از غالب مردمان فریدن اند که در زمان صفویه و افشاریه به این منطقه کوچیده اند.
باقری ها,همتی ها,مردانی ها رسولی ها,قاسمی ها وسلیمانی هاو... سایر فامیلی های این روستا هستن که در قرن معاصر از روستاهای خویگان ننادگان بلیمیر قلعه ملک و اسکندریه به این روستا آمده اند و ماندگار شده اند.

## فرهنگ
فرهنگ روستا آمیزه ای از ترکی و لری است و و مانند سایر روستاهای دیگر نمایانگر یک فرهنگ قشقایی آمیخته با برخی رسوم آذربایجانی است.

## زمینه‌های گردشگری
- نزدیکی به رودخانه:این روستا به علت قرار گرفتن در نزدیکی رودخانه پلاسجان از موقعیت استرتژیک ویژه ای برخوردار است و هر ساله در عید گردشگران زیادی را از سراسر استان جذب می‌کند گاهی ارمنی‌های اصفهان و فریدن هم برای جشن نوروز به چمنزارهای اطراف این روستا می‌آیند و این جشن را پاس می‌دارند.[۴]
- دستکندهای تاریخی (شهر ۴ طبقه زیر زمینی):این روستا دارای دست کندهای قدیمی است که ممکن قدمت برخی از آنها حتی تا دوران پارت‌ها برسد و احتمالاً اسم روستا از زمانی که فریدن مرکز مغان زرتشتی بوده باقی مانده تا کنون اثبات شده برخی قسمت‌ها مربوط به دوران صفوی، در بدو ورود ارامنه به ای سرزمین است، برخی قسمت‌ها در ۸۰ سال اخیر کنده شده و برخی قسمت‌های قدیمی تر در زیر آوار است و هنوز بازگشایی نشده (گفته شده این دستکندها ۹ ورودی داشته ولی اکنون فقط چند ورودی باز است) این دستکندها بازتاب نسبتاً خوبی در خبرگزاری‌های آنلاین داشتند ولی هیچگونه فعالیت تخصصی بر رویه دیرینه آنها انجام نشد و صرفاً در ابتدای رونمایی از دستکندها پژوهش‌های محدودی بر قسمت‌های قابل ورود در آن زمان صورت گرفت.[۵][۶][۷]
- پیدا شدن کهنه موغان: در بخش پایینی روستا پس از حفرهای که لودر داشت به ناگهان قسمت کناری جاده فرو ریخت و دستکندهای که بعداً به کهنه موغان معروف شد نمایان شد
- طبیعت سرسبز و خیره کننده و خانه های بوم گردی[۸]
- قبور ارامنه (به سبک مسیحی)

## فعالیت در رابطه با توریسم
در چند سال اخیر فعالیت‌های در رابطه با گسترش توریسم در این روستا صورت گرفت ولی متأسفانه متوقف شد

## صدا و سیما
مستقیم آبادی: صداسیما به کارگردانی و تهیه کنندگی سید اقبال واحدی در یکی از قسمت‌های برنامه خود به روستای موغان آمد و عشایر از اطراف فریدن گرد هم آمدن و به رونمایی از آثار محلی غذاها لباس‌ها و… پرداختند.

## صدمه به آثار تاریخی و طبیعی
- تخریب دو شیر سنگی: در زمان امیرقلی بک به علت رابطه مسالمت آمیز وی با خوانین، خوانین بختیاری دو شیرسنگی به نشانه احترام بر سر ورودی روستا در نزدیکی پل روی رودخانه قرار دادند در چند دهه پیش به دنبال گسترش فروش اشیا عتیقه و این عقیده که درون شیر سنگی‌های قدیمی یا قبور قدیمی طلا نهفته‌است عده ای سود جو هردو شیر سنگی را تخریب کردند.
- خانه سازی غیراصولی: به دنبال بازگشت شهرنشینان به روستا در برخی مناطق خانه‌ها به گونه ای ساخته شده که به دستکندها آسیب وارد کرده.
- خشکاندن و کاهش تعداد درختان: در پی استقبال مردم از این روستا در پی جشن‌ها به مرور و به خصوص در دهه اخیر پوشش گیاهی این روستا و به خصوص درختان کهن صدمات جبران ناپذیری دیده‌اند بسیاری از درختان به دنبال شکونده شده شاخه‌ها یا روشن کردن آتش درون درخت به‌طور کامل خشکیده‌اند و برخی به علت استفاده شده شاخه آنها به عنوان تاب دیگر برگی دهی و به دنبال آن سایه دهی گذشته را ندارند.

## شهید
این روستا یک شهید و چندین جانباز داده‌است.

## مناطق
میر پنج: نام یکی از بخش‌های روستا میر پنج است که با توجه به نوع و زمان شیوع کاربرد آن ممکن نشانه‌هایی از هویت مردمان بدهد.
گاوداری نیمه متروکه: پس از برشکست شدن گاو داری‌ها در دهه اخیر تنها گاوداری این روستا هم بی نصیب نماند و تقریباً نیمه متروکه شده‌است.
پرورشگاه بوقلمون نیمه کاره: به دنیا سرمایه‌گذاری‌های صورت گرفته شده یک پرورشگاه بزرگ بوقلمون ساخته شده که در میانه کار نیمه تمام رها شد و اکنون خالی از کارگر است ولی متروکه نیست.

## افراد مشهور
مهندس غلام رضا خزائی:رئیس پیشین اداره برق مناطق مختلفی همچون داران ,تیران و کرون, فلاورجان ...
مهندس فرشید خزائی:رئیس اداره مخابرات داران 
دکتر غلام عباس خزائی:رئیس پیشین شبکه بهداشت و درمان فریدن که با روی کار آمدن «ترکی» نامزد اصولگرای فریدن استعفا داد